# Odontologia intensiva
Odontologia intensiva é a especialidade criada e reconhecida através da Sociedade Brasileira de Terapia Intensiva, SOBRATI, no ano de 2006. Estabelece a inserção do cirurgião dentista no ambiente UTI, tendo na formação do dentista intensivista os princípios básicos do atendimento do paciente crítico e suas síndromes, objetivando as lesões da cavidade bucal e orofaringe que contribuem para infecção sobretudo pulmonar.